# 1830 na Venezuela
Esta é uma cronologia dos principais fatos ocorridos no ano de 1830 na Venezuela.

## Eventos
- 23 de fevereiro – O governo provisório cria um tribunal militar para substituir o sistema judicial herdado da Grande Colômbia.

- 4 de maio – O Congresso de Bogotá votou a favor de nova Constituição; mais tarde, aceita a renúncia de Simón Bolívar.[1]